# Alias Guacho
Alias Guacho (Limones, 9 de noviembre de 1989-Tumaco, 21 de diciembre de 2018), fue un guerrillero, delincuente y narcotraficante nacido en Ecuador, registrado en Colombia, que integró la guerrilla colombiana de las FARC-EP. Después de la desmovilización de esta guerrilla en 2017, se declaró en disidencia al no aceptar el Acuerdo de Paz entre el gobierno colombiano y las FARC-EP, continuando con su vida criminal al crear el GAOR Frente Oliver Sinisterra, convirtiéndolo en objetivo para las autoridades colombianas y ecuatorianas.

## Biografía
Según medios de comunicación, y un tribunal en Colombia, manejaba varios nombres como «Walter Patricio Vivas Amorocho», «William Quiñonez» o «Luis Alfredo Pai Jímenez». Habría nacido y vivido en la localidad de Limones, en la provincia ecuatoriana de Esmeraldas, lugar donde se dedicaba al comercio antes de unirse a las FARC-EP.

### Vinculación a las FARC-EP
Alrededor del 2007 se unió a las filas de las Fuerzas Armadas Revolucionarias de Colombia (FARC-EP) y, durante su permanencia en la Columna Móvil Daniel Aldana de dicha guerrilla, se especializó durante 11 años en organización de masas, explosivos, narcotráfico y parte financiera.
Luego de los acuerdos de paz entre el gobierno de Colombia y las FARC-EP, Guacho decide apartarse de dicho acuerdo manifestando que solo beneficia a los altos mandos de la guerrilla; sin embargo, se considera así mismo un miembro de esa guerrilla y decide formar el Frente Oliver Sinisterra (considerado un Grupo Armado Organizado Residual por las autoridades colombianas), en honor de un exguerrillero abatido en un operativo del Ejército Nacional de Colombia, siendo este un grupo ilegal de 400 hombres, aproximadamente, con los que se mueve en la frontera selvática de Ecuador y Colombia para el tráfico de drogas, delinquiendo en ambos países y cobrando impuesto o gramaje a la pasta base de coca. También se comprobó, por parte de la Fiscalía de Colombia, la existencia de una alianza entre el grupo de alias Guacho y el Cártel de Sinaloa, manifestando incluso que estos serían el brazo armado en Colombia de la organización criminal mexicana.

### Atentados en Ecuador
Se le acusa de ser partícipe, con su grupo, de los atentados ocurridos en la frontera norte de Ecuador durante el 2018 en las localidades de San Lorenzo, Borbón, Mataje, Viche, Alto Tambo y El Pan, provincia de Esmeraldas. También está vinculado a atentados explosivos que dejaron, durante varios días, sin luz a los pobladores de Tumaco (Nariño), puerto marítimo de Colombia, dejando alrededor de 6 civiles muertos.
También se le acusa del secuestro y posterior asesinato de un equipo periodístico ecuatoriano del diario El Comercio: El periodista Javier Ortega (32 años), el fotógrafo Paúl Rivas (46 años) y el chofer Efraín Segarra (60 años), provocando la suspensión en Quito, por parte del gobierno ecuatoriano, de los diálogos de paz que la guerrilla del ELN sostenía con el gobierno colombiano en este país, además de su retiro como garante del proceso. El 17 de abril de 2018, se confirma un nuevo secuestro por parte de Guacho: un hombre y una mujer santodomingueños, en un viaje a San Lorenzo, provincia de Esmeraldas, Norte de Ecuador, donde se los acusó de ser espías de las fuerzas militares ecuatorianas, y cuyos cuerpos fueron encontrados en zona rural de Tumaco (Colombia). Por estas acciones, Guacho se convirtió en el criminal más buscado de Ecuador, posteriormente se logra rodear la frontera con Colombia, donde la fuerza pública de ese país también contemplaba su captura.
El 14 de septiembre de 2018 un francotirador de la  Armada colombiana le propinó dos impactos de bala en la espalda, aunque logró sobrevivir y escapar en una canoa.

### Herido en combate
Pero luego de un operativo hecho en la madrugada del 15 de septiembre de 2018 contra la estructura criminal del alias Guacho en el departamento de Nariño; el Presidente de Colombia, Iván Duque, anunció que el líder del Frente Oliver Sinisterra quedó gravemente herido por parte de un francotirador de las Fuerzas Militares, incluso no descarta su muerte. A pesar del parte de victoria del presidente Duque, a noviembre de 2018 no hay rastro del guerrillero herido o de su cadáver; aun así, se incautó en ese operativo caletas, 300 fusiles y 200 pistolas, dejando prácticamente sin armamento a la organización criminal y a Guacho sin lugartenientes al ser todos arrestados.

## Fallecimiento
Alias Guacho fue dado de baja el 21 de diciembre del 2018, en la Operación David, consecuencia de un operativo de cooperación entre la Fuerza Pública de Colombia (Ejército Nacional, la Policía Nacional y el CTI de la Fiscalía) en la vereda Llorente del municipio de Tumaco (Nariño), de Colombia, operativo que forma parte de otro conjunto de operaciones contra grupos ilegales del Suroccidente del país.
La creciente presión sobre sus finanzas llevó a Guacho a romper sus protocolos de seguridad y a utilizar canales no seguros, lo que permitió ubicarlo en la zona rural de Llorente, cerca de la frontera con Ecuador; allí fue abatido por un francotirador del Ejército. En el momento de la incursión que terminó con su muerte, Guacho estaba acompañado de alias Pitufo, el segundo al mando del grupo criminal, quien también cayó muerto en la operación.